# Natalie Robbie
Natalie Robbie (* 11. Juni in Johannesburg) ist eine südafrikanische Schauspielerin und Synchronsprecherin.

## Leben
Von 2011 bis 2014 studierte Robbie an der Goldsmiths, University of London Tanz, Drama sowie Theaterkunst und schloss das Studium mit einem Bachelor of Fine Arts ab. Während dieser Zeit arbeitete sie in London als Rezeptionistin und als Assistentin im Marketing. Nach ersten Bühnenerfahrungen verkörperte sie 2018 Episodenrollen in den Fernsehserien What Lies Beneath und Welcome to Murdertown. 2019 übernahm sie eine größere Rolle in dem Monsterfilm Monster Island – Kampf der Giganten.

## Filmografie
- 2018: What Lies Beneath (Fernsehserie, Episode 1x03)
- 2018: Welcome to Murdertown (Fernsehserie, Episode 1x04)
- 2019: Monster Island – Kampf der Giganten (Monster Island)
- 2021: Season's Feelings
- 2022: Abraham Lincoln (Fernsehserie, Episode 1x01)
- 2022: Raised by Wolves (Fernsehserie, 4 Episoden)
- 2022: Justice Served (Fernsehserie, 2 Episoden)
- 2023: FDR (Fernsehserie, Episode 1x03)
- 2024: The Fix
- 2024: Catch Me A Killer (Fernsehserie, Episode 1x06)
- 2025: Jungle Beat 2: The Past